# Posguerra de la Guerra de Corea
Las consecuencias posguerra de la Guerra de Corea marcaron el tono de la tensión de la Guerra Fría entre las superpotencias. La Guerra de Corea fue crucial en el desarrollo de la Guerra Fría, ya que demostró que las dos superpotencias, Estados Unidos y la Unión Soviética, podían librar una "guerra limitada" en un tercer país. La estrategia de "guerra limitada" o "guerra por delegación" fue una característica de conflictos como la Guerra de Vietnam y la Guerra soviética en Afganistán, así como de guerras en Angola, Grecia y Oriente Medio.
Tras la guerra, Estados Unidos canalizó una ayuda significativa a Corea del Sur bajo los auspicios de la Agencia de Reconstrucción de Corea de las Naciones Unidas. Al mismo tiempo, la reconstrucción de Corea del Norte fue apoyada por "naciones socialistas fraternas": la Unión Soviética y China. En los años inmediatamente posteriores a la guerra, la tasa de crecimiento de la producción industrial total de Corea del Norte superó a la de Corea del Sur y promedió un 39% entre 1953 y 1960.

## Contexto
La Guerra de Corea fue la primera guerra en la que las Naciones Unidas (ONU) participaron fuera del mundo occidental. El Comando de las Naciones Unidas en Corea sigue operativo.
Alrededor de junio de 1950, la Guerra de Corea se convirtió en una crisis internacional, al enfrentar a países comunistas y capitalistas de todo el mundo. Al final de la Segunda Guerra Mundial, la Unión Soviética buscó expandir el comunismo a otras naciones, proporcionando apoyo político, logístico y diplomático y asistiendo en los planes para invadir Corea del Sur. Los soviéticos ofrecieron entrenamiento militar a tropas norcoreanas y chinas.
En respuesta, Estados Unidos, temiendo que los soviéticos controlaran y extendieran el comunismo a toda la península de Corea y el Pacífico Sur, envió tropas a Corea del Sur para apoyar a sus fuerzas militares. Estas acciones escalaron rápidamente a otros países. La ONU respaldó al sur, y China apoyó al norte. Ambos bandos se involucraron en el conflicto.
La guerra devastó tanto a Corea del Norte como a Corea del Sur. Ambas sufrieron daños importantes en sus economías e infraestructuras, como resultado de bombardeos, ataques de artillería y pérdida de vidas, incluidos militares y civiles.

## Corea del Norte
Como resultado de la guerra, Corea del Norte había sido prácticamente destruida como sociedad industrial. Tras el armisticio, Kim Il-sung solicitó asistencia económica e industrial soviética. En septiembre de 1953, el gobierno soviético acordó cancelar o posponer el pago de todas las deudas pendientes y prometió otorgar a Corea del Norte mil millones de rublos en ayuda monetaria, equipo industrial y bienes de consumo. Los miembros de Europa del Este del Bloque del Este también contribuyeron con apoyo logístico, asistencia técnica y suministros médicos. China canceló las deudas de guerra de Corea del Norte, proporcionó 800 millones de yuanes, prometió cooperación comercial y envió miles de tropas para reconstruir la infraestructura dañada. La Corea del Norte contemporánea sigue siendo subdesarrollada y continúa siendo una dictadura totalitaria desde el fin de la guerra, con un elaborado culto a la personalidad en torno a la dinastía Kim.

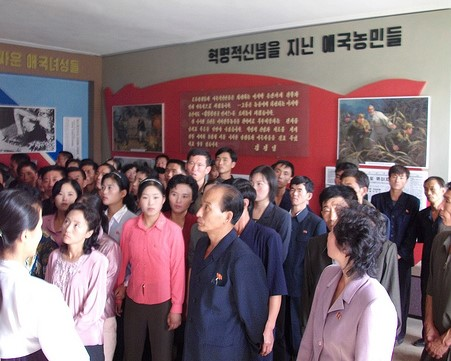
Norcoreanos visitando el Museo de las Atrocidades de Guerra Estadounidenses en 2009.

Los medios de producción son propiedad del estado a través de empresas estatales y granjas colectivizadas. La mayoría de los servicios, como la atención médica, la educación, la vivienda y la producción de alimentos, están subsidiados o financiados por el estado. Las estimaciones basadas en el censo más reciente de Corea del Norte sugieren que entre 240 000 y 420 000 personas murieron como resultado de la hambruna norcoreana de los años 1990 y que hubo entre 600 000 y 850 000 muertes no naturales en Corea del Norte de 1993 a 2008. Un estudio de antropólogos surcoreanos de niños norcoreanos que habían desertado a China encontró que los varones de 18 años eran 13 cm más bajos que los surcoreanos de su edad debido a la malnutrición.
La Corea del Norte actual tiene el mayor número de personal militar y paramilitar del mundo, con 7 769 000 activos, reservistas y paramilitares, o aproximadamente el 30% de su población. Su ejército en servicio activo de 1,28 millones es el cuarto más grande del mundo, después de China, Estados Unidos e India; representa el 4,9% de su población. Corea del Norte posee armas nucleares.
Una investigación de la ONU de 2014 sobre abusos de derechos humanos en Corea del Norte concluyó que la gravedad, escala y naturaleza de estas violaciones revelan un estado sin paralelo en el mundo contemporáneo, con Amnistía Internacional y Human Rights Watch manteniendo opiniones similares.

## Corea del Sur
Corea del Sur, que partió de una base industrial mucho más baja que Corea del Norte, esta última contenía el 80% de la industria pesada de Corea en 1945, se estancó en la primera década de posguerra. En 1953, Corea del Sur y Estados Unidos firmaron un Tratado de Defensa Mutua. En 1960, ocurrió la Revolución de Abril y los estudiantes se unieron a una manifestación contra Syngman Rhee; 142 fueron asesinados por la policía; como consecuencia, Syngman Rhee renunció y se exilió en Estados Unidos. El Golpe de Estado del 16 de mayo de Park Chung-hee permitió la estabilidad social. De 1965 a 1973, Corea del Sur envió tropas a Vietnam del Sur y recibió 235 560 000 dólares en subsidios y adquisición militar de Estados Unidos. El producto nacional bruto aumentó cinco veces durante la Guerra de Vietnam. Corea del Sur tuvo una de las economías de más rápido crecimiento del mundo desde principios de los años 1960 hasta mediados de los 1990.

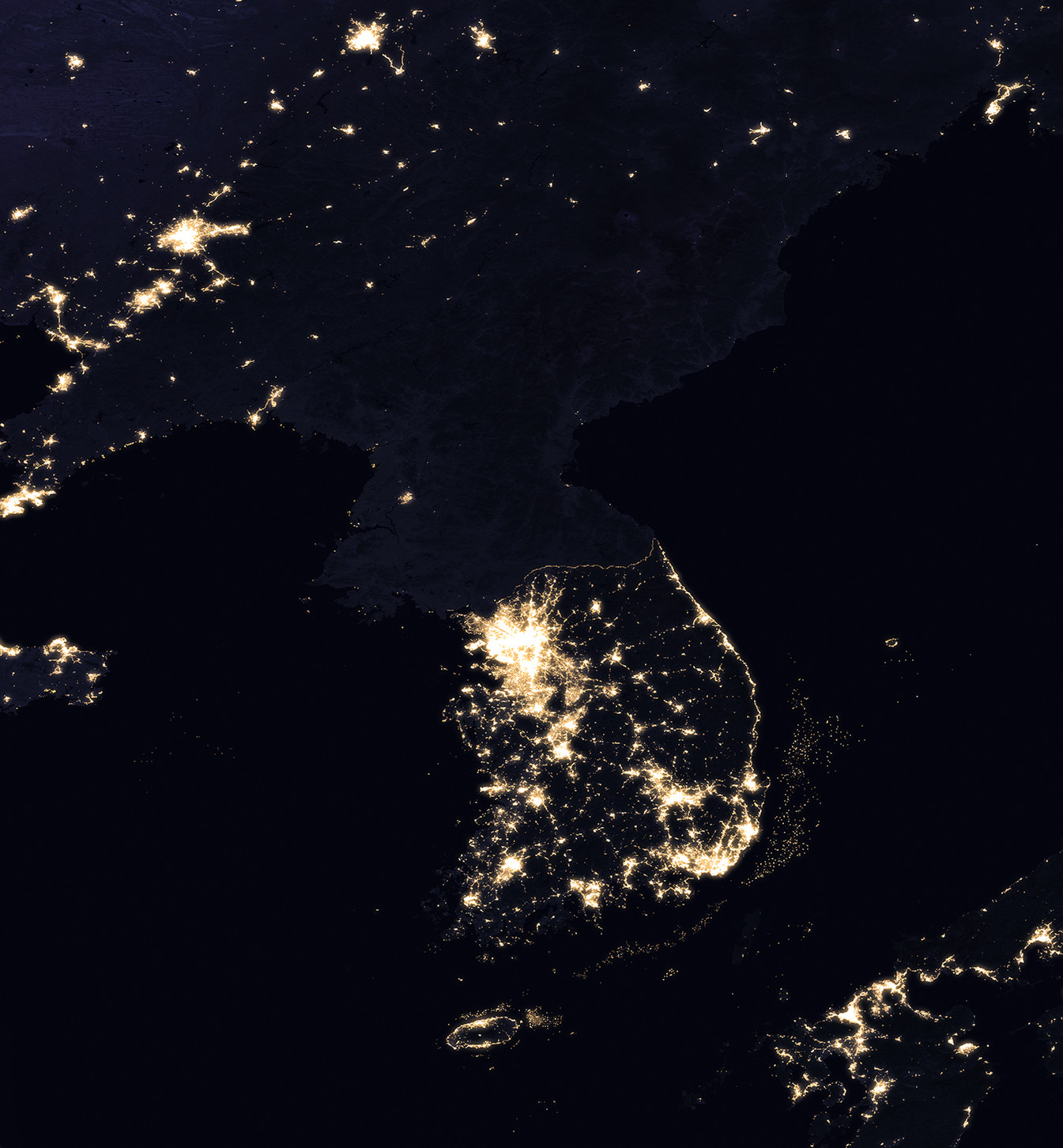
La península de Corea de noche, mostrada en una fotografía compuesta de 2017 de la NASA

El sentimiento antiestadounidense en Corea del Sur tras la guerra fue alimentado por la presencia y el comportamiento del personal militar de las Fuerzas de Estados Unidos en Corea y el apoyo de Estados Unidos al régimen autoritario de Park, un hecho aún evidente durante la transición democrática del país en los años 1980. Sin embargo, el antiamericanismo ha disminuido significativamente en Corea del Sur en los últimos años, pasando de un 46% de opinión favorable en 2003 a un 74% en 2011, lo que convierte a Corea del Sur en uno de los países más proestadounidenses del mundo.
Un gran número de "GI babies" de raza mixta (hijos de soldados estadounidenses y de otras naciones de la ONU con mujeres coreanas) llenaban los orfanatos del país. Debido a que la sociedad tradicional coreana otorga gran importancia a los lazos familiares paternos, los linajes y la pureza de la raza, los niños de raza mixta o sin padres no son fácilmente aceptados en la sociedad surcoreana. La adopción internacional de niños coreanos comenzó en 1954. La Ley de Inmigración de 1952 de Estados Unidos legalizó la naturalización de no negros y no blancos como ciudadanos estadounidenses y permitió la entrada de cónyuges e hijos militares de Corea del Sur. Con la aprobación de la Ley de Inmigración de 1965, que cambió sustancialmente la política de inmigración de Estados Unidos hacia los no europeos, los coreanos se convirtieron en uno de los grupos asiáticos de más rápido crecimiento en Estados Unidos.

## Otras naciones involucradas

### Australia
De 1950 a 1953, 17 000 australianos lucharon como parte de las fuerzas multinacionales de las Naciones Unidas. A medida que continuaba la guerra, varias naciones se mostraron menos dispuestas a contribuir con más tropas terrestres. Australia, sin embargo, aumentó la fuerza de sus tropas en Corea.
Tras el fin de la guerra, los australianos permanecieron en Corea durante cuatro años como observadores militares. Australia obtuvo beneficios políticos y de seguridad, siendo el más significativo la firma del Tratado ANZUS con Estados Unidos y Nueva Zelanda.

### Canadá

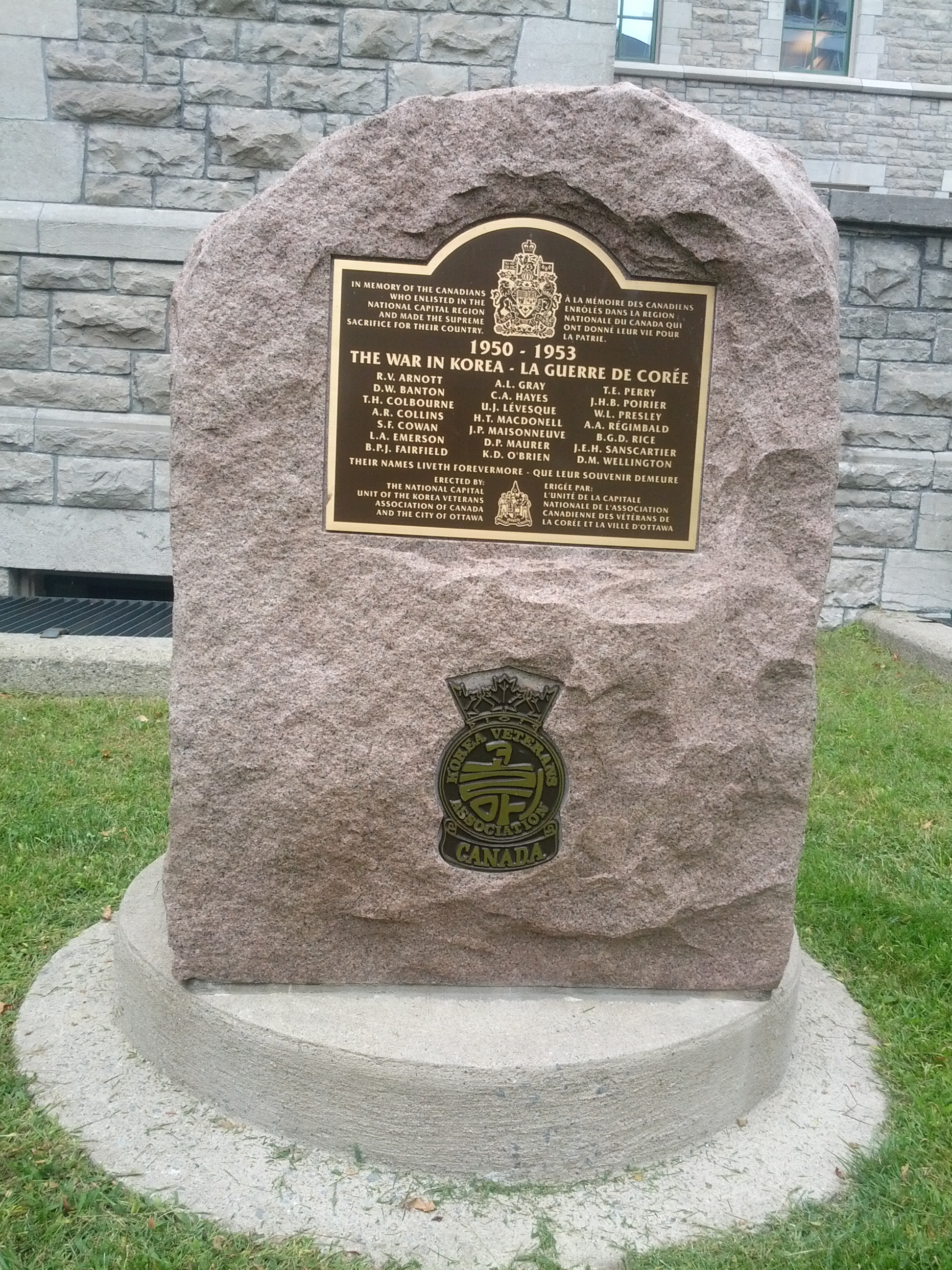
Memorial en Ottawa.

Canadá envió 29 791 tropas a la guerra, con 7000 más permaneciendo para supervisar el alto el fuego hasta finales de 1955. De estos, 1558 se convirtieron en bajas, incluidas 516 muertes, la mayoría por combate.
El ejército canadiense se revitalizó como resultado de la Guerra de Corea. Se había planeado un cambio a armas y equipos diseñados por Estados Unidos para la década de 1950, pero la emergencia en Corea obligó al uso de reservas de armas diseñadas por los británicos de la Segunda Guerra Mundial. A finales de los años 1950, Canadá adoptó una variedad de armas.
La Guerra de Corea fue el último conflicto importante en el que participaron las fuerzas canadienses hasta la Guerra del Golfo de 1991, y el último combate importante de tropas terrestres hasta 2002 en Afganistán. Canadá desempeñó un papel menor en los combates en Chipre en 1974 y en los Balcanes en Medak Pocket en la década de 1990.

### Francia
En un momento de dificultades políticas debido a la falta de miembros del gabinete y un primer ministro, el gobierno francés finalmente proporcionó apoyo militar a Corea del Sur enviando el batallón francés de la ONU con más de 3000 soldados y marineros. Este batallón desempeñó un papel significativo en la defensa del paralelo 38 en la península de Corea y la capital surcoreana, Seúl, entre 1950 y 1954. Los franceses temían que, si fallaban en sus esfuerzos, esto dañaría las futuras relaciones entre ellos, Indochina y la ONU.

### India
Durante este tiempo, India era recién independiente del dominio británico y veía el conflicto coreano como una motivación y también una amenaza. Durante la Guerra Fría, Nueva Delhi se preocupó más por el bienestar de India debido a la expansión del comunismo y el apoyo constante de la URSS y China a Corea del Norte. Estos eventos podrían llevar la influencia comunista a India. India apoyó al Consejo de Seguridad de la ONU en la defensa del poder de la unidad entre las principales potencias para trabajar juntas hacia una solución del conflicto.

### Japón
A medida que los ejércitos de ocupación estadounidense fueron enviados a la península de Corea, la seguridad de Japón se volvió problemática. Bajo la guía de Estados Unidos, Japón estableció una Policía Reservada, que luego se convirtió en las Fuerzas de Autodefensa de Japón. La firma del Tratado de Paz con Japón (conocido popularmente como el Tratado de San Francisco) también se aceleró para devolver a Japón a las comunidades internacionales. En los ojos de algunos formuladores de políticas estadounidenses, la cláusula de no beligerancia en la Constitución ya se consideraba un "error" para 1953.
Económicamente, Japón se benefició enormemente de la guerra y la Guerra de Corea ayudó significativamente al ascenso de la economía de Japón y su desarrollo como potencia mundial. Los requisitos estadounidenses para suministros se organizaron a través de un sistema de Adquisiciones Especiales, que permitió compras locales sin el complejo sistema de adquisiciones del Pentágono. Se gastaron más de 3500 millones de dólares en empresas japonesas, alcanzando un máximo de 809 millones en 1953 y los zaibatsu pasaron de ser desconfiados a ser alentados. Entre aquellos que prosperaron no solo con pedidos del ejército sino también con expertos industriales estadounidenses, incluidos W. Edwards Deming, estaban Mitsui, Mitsubishi y Sumitomo. La manufactura japonesa creció un 50% entre marzo de 1950 y 1951, y para 1952, los estándares de vida de antes de la guerra se alcanzaron y la producción fue el doble del nivel de 1949. Convertirse en un país independiente tras el Tratado de San Francisco salvó a Japón de la carga de los gastos de las fuerzas de ocupación.
Durante la guerra, entre 200 000 y 400 000 coreanos huyeron a Japón, dependiendo de familiares que ya vivían allí para obtener refugio y los documentos necesarios para vivir legalmente. Se unieron a aquellos que habían huido del Levantamiento de Jeju y formaron el grupo de población coreana más grande de posguerra en Japón. Aunque inicialmente no tenían una alineación política fuerte, eventualmente se dividieron en facciones que apoyaban a Corea del Norte o Corea del Sur, con pocos manteniendo el ideal de una Corea unificada.

### República Popular de China

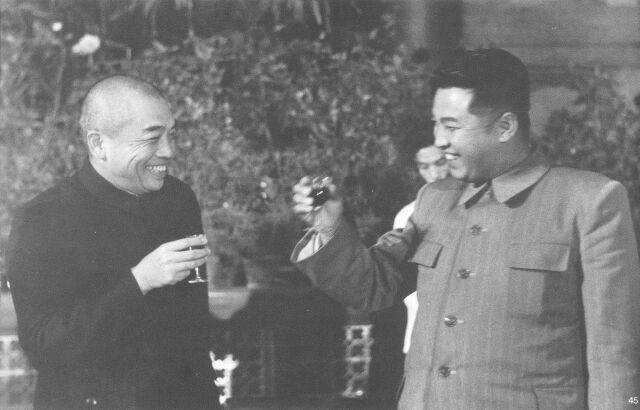
Peng Dehuai brindando por Kim Il-sung en 1955.

La República Popular de China (RPC) envió algunas de sus mejores unidades a la guerra. Aunque el Ejército Popular de Liberación (EPL) tuvo cierto éxito inicial, las pérdidas (tanto en el campo de batalla como en material y bajas) expusieron las debilidades del EPL en potencia de fuego, apoyo aéreo, logística y comunicación. Como resultado, se le dio al EPL un nuevo mandato para modernizarse y profesionalizarse. Esto iba en contra del mandato anterior del EPL que priorizaba el dogma sobre la experiencia y la modernización. El comandante de las fuerzas del EPL en Corea durante la guerra, el mariscal Peng Dehuai, fue nombrado el primer ministro de defensa del gobierno para implementar los cambios y reformas, como la modernización del armamento, el entrenamiento y la disciplina, el sistema de rangos y la conscripción.
China evitó con éxito que los ejércitos surcoreano y estadounidense establecieran una presencia en su frontera con Manchuria. En ese momento, Manchuria, especialmente Liaoning, la provincia china al norte del río Yalu, era el centro industrial más importante de China. Proteger la zona industrial de Manchuria fue una de las principales razones por las que China entró en la guerra. Además, al apoyar al estado norcoreano, China obtuvo más de 300 km de zona de amortiguación estratégica de Estados Unidos, lo que evitó el gasto militar necesario para proteger su frontera con Corea durante los próximos 50 años.
Durante la guerra, se estima que más de 21 800 soldados chinos fueron tomados prisioneros por los aliados. Después de la guerra, se les dio la opción de regresar a la República Popular de China o ir a la República de China (Taiwán). Más de dos tercios eligieron ir a Taiwán por temor a represalias del gobierno, desertando así al Ejército de la República de China.
La guerra también contribuyó parcialmente al deterioro de las relaciones sino-soviéticas. Aunque los chinos tenían sus razones para entrar en la guerra, la percepción de que los soviéticos los habían usado como proxies era compartida por el Bloque Occidental. El general Douglas MacArthur fue una excepción notable, discrepando de esta visión predominante en su discurso "Los viejos soldados nunca mueren". China tuvo que usar un préstamo soviético, originalmente destinado a reconstruir su economía destruida, para pagar las armas soviéticas.
La decisión de Mao Zedong de enfrentarse a Estados Unidos fue un intento directo de confrontar lo que el bloque comunista veía como la potencia anticomunista más fuerte del mundo, emprendida en un momento en que el régimen comunista chino aún estaba consolidando su propio poder tras ganar la guerra civil china. Mao apoyó la intervención no para salvar a Corea del Norte, sino porque creía que un conflicto militar con Estados Unidos era inevitable después de que este entrara en la guerra y para apaciguar a la Unión Soviética para asegurar la dispensación militar y lograr el objetivo de Mao de convertir a China en una gran potencia militar mundial. Mao fue igualmente ambicioso en mejorar su propio prestigio dentro de la comunidad comunista internacional al demostrar que sus preocupaciones marxistas eran internacionales. En sus últimos años, Mao creía que Joseph Stalin solo tuvo una opinión positiva de él tras la entrada de China en la Guerra de Corea. En China continental, la guerra mejoró el prestigio a largo plazo de Mao, Zhou Enlai y Peng Dehuai, permitiendo al Partido Comunista Chino aumentar su legitimidad mientras debilitaba la disidencia anticomunista.
El gobierno chino ha fomentado la visión de que la guerra fue iniciada por Estados Unidos y Corea del Sur, aunque los documentos del ComIntern han mostrado que Mao buscó la aprobación de Stalin para entrar en la guerra. En los medios chinos, el esfuerzo bélico chino se considera un ejemplo de China enfrentándose a la potencia más fuerte del mundo con un ejército mal equipado, obligándolo a retroceder y luchando hasta un punto muerto militar. Estos éxitos se contrastaron con las humillaciones históricas de China por parte de Japón y las potencias occidentales durante los cien años anteriores, destacando las capacidades del EPL y del Partido Comunista Chino. China pasó a ser vista como la potencia militar más fuerte de Asia.
La consecuencia negativa a largo plazo más significativa de la guerra para China fue que llevó a Estados Unidos a garantizar la seguridad del régimen de Chiang Kai-shek en Taiwán, asegurando efectivamente que Taiwán permanecería fuera del control de la RPC hasta el presente. Mao también descubrió la utilidad de los movimientos de masas a gran escala en la guerra mientras los implementaba entre la mayoría de sus medidas de gobierno sobre la RPC. Los sentimientos antiestadounidenses, que ya eran un factor significativo durante la guerra civil china, se arraigaron en la cultura china durante las campañas de propaganda comunista de la Guerra de Corea.

### República de China (Taiwán)
Corea desempeñó un papel importante en mantener la estabilidad económica de la República de China (ROC). Hasta la guerra en Corea, Estados Unidos había abandonado en gran medida al gobierno nacionalista del generalísimo Chiang Kai-shek, cuyas fuerzas se habían retirado a Taiwán tras su derrota a manos de los comunistas de Mao en la guerra civil china. De hecho, Estados Unidos tuvo poca participación en ese conflicto, más allá de suministrar material excedente a los nacionalistas. Sin embargo, la participación de la República Popular de China en la Guerra de Corea hizo insostenible cualquier política estadounidense que hubiera permitido que Taiwán cayera bajo el control de la RPC. Esto llevó al abandono de la política estadounidense de permitir que Taiwán se uniera al estado comunista chino, política que existía antes de la guerra. La decisión de Truman de enviar buques de guerra estadounidenses al Estrecho de Formosa, así como un aumento en la ayuda para disuadir a la RPC de intentar invadir Taiwán, después de no haber hecho nada para prevenir la derrota de los nacionalistas en el continente, es evidencia de esto.
La atmósfera anticomunista en Occidente en respuesta a la Guerra de Corea contribuyó a la falta de voluntad para reconocer diplomáticamente a la República Popular de China hasta la década de 1970. En ese tiempo, la ROC fue reconocida por Estados Unidos como el gobierno chino legítimo, lo que a su vez permitió a Taiwán desarrollarse política, militar y económicamente. El resultado ha sido que, hoy en día, cualquier esfuerzo de la RPC por invadir la isla, o de otro modo coaccionar a su pueblo hacia un acuerdo de unidad política con el continente controlado por los comunistas, sería difícil de lograr en el mejor de los casos, y podría ser imposible sin un gran derramamiento de sangre. Aunque los lazos económicos entre la República Popular de China y la ROC han crecido inmensamente desde la década de 1990, logrando un grado de interdependencia que habría sido inimaginable hace incluso 20 años, la diplomacia política entre la República de China y China continental sigue siendo tensa, y los gobiernos sucesivos en Taiwán han señalado consistentemente, aunque a veces de manera oblicua, su determinación de permanecer independientes en el futuro previsible.
Los desertores norcoreanos llegaron a Taiwán el 23 de enero de 1954 y fueron inmediatamente celebrados como "Héroes anticomunistas". El gobierno de la ROC declaró el 23 de enero como Día Mundial de la Libertad en su honor.

### Unión Soviética
La guerra fue un desastre político para la Unión Soviética. Su objetivo central, la unificación de la península de Corea bajo el régimen de Kim Il-sung, no se logró. Las fronteras de ambas partes de Corea permanecieron prácticamente sin cambios. Además, las relaciones con su aliado comunista China se deterioraron seria y permanentemente, lo que llevó a la Ruptura sino-soviética que duró hasta el colapso de la Unión Soviética en 1991.
La fuerte resistencia de Estados Unidos a la invasión pudo haber evitado una intervención soviética en Yugoslavia durante la Ruptura Tito-Stalin. La guerra, mientras tanto, unió a los países del Bloque Occidental: la Guerra de Corea aceleró la conclusión de un acuerdo de paz entre Estados Unidos y Japón, el calentamiento de las relaciones de Alemania Occidental con otros países occidentales, y la creación de bloques militares y políticos ANZUS (1951) y SEATO (1954). Sin embargo, debido a la guerra, la autoridad del estado soviético creció, lo que se mostró en su disposición a interferir en los países en desarrollo del Tercer Mundo, muchos de los cuales, tras la Guerra de Corea, siguieron el camino socialista de desarrollo, tras seleccionar a la Unión Soviética como su patrocinador.
Generalmente se asume que la guerra fue una pesada carga para la economía nacional de la Unión Soviética, que aún estaba sufriendo los efectos de la Segunda Guerra Mundial. Los gastos para defensa ciertamente crecieron más pronunciadamente de lo que habrían hecho de otra manera. Sin embargo, se ha sido afirmado que no haya sido en realidad y que en cambio gran parte del pago por la contribución soviética al esfuerzo de guerra fue hecho por China (lo que tal vez explique en parte la eventual división entre los dos países países). También, algunos historiadores creen que, en lugar de un desastre político evidente, la guerra en realidad pudo haber servido para preservar el poder militar de la Unión Soviética, mientras que las fuerzas occidentales se rompieron relativamente más.
A pesar de los gastos e independientemente de quién los pagara, la Guerra de Corea proporcionó a unos 30.000 militares soviéticos una valiosa experiencia bélica. El conflicto brindó a los soviéticos la oportunidad de probar varias formas nuevas de armamento, en particular el avión de combate MiG-15. Además, numerosos modelos de equipo militar estadounidense fueron capturados, lo que permitió a los ingenieros y científicos soviéticos realizar ingeniería inversa de la tecnología estadounidense y usar lo que aprendieron para el desarrollo de nuevas formas de sus propios armamentos. Según documentos soviéticos desclasificados publicados tras la caída de la URSS, Stalin pudo haber sido el principal obstáculo para la paz en Corea específicamente debido a la inteligencia recopilada sobre la maquinaria de guerra estadounidense y la prueba de nuevos equipos militares soviéticos durante el conflicto.

### Turquía
Durante la Segunda Guerra Mundial, Turquía mantuvo una postura neutral. Los Aliados decidieron en la Segunda Conferencia de El Cairo que mantener la neutralidad de Turquía serviría a sus intereses, al bloquear al Eje el acceso a las reservas estratégicas de petróleo de Oriente Medio. Desafortunadamente, aunque Turquía eventualmente declaró la guerra a las Potencias del Eje en 1945, esta decisión tuvo el efecto secundario de dejar al país algo aislado en el ámbito diplomático tras la guerra. A principios de los años 1950, Turquía estaba bajo presión de la Unión Soviética en cuestiones territoriales, particularmente respecto al control de los Estrechos Turcos. Buscando un aliado contra los soviéticos, Turquía buscó unirse a la alianza OTAN, y la Guerra de Corea fue vista como una oportunidad para mostrar la buena intención de Turquía.
Turquía fue uno de los participantes más grandes en la alianza de la ONU, comprometiendo cerca de 5500 tropas. La Brigada Turca, que operaba bajo la 25.ª División de Infantería de Estados Unidos, ayudó a proteger las líneas de suministro de las fuerzas de la ONU que avanzaban hacia Corea del Norte. Sin embargo, fueron las batallas de Wawon y Kumyanjangni las que le ganaron a la Brigada Turca una reputación y el elogio de las fuerzas de la ONU. Debido a sus acciones en estas batallas, se creó un monumento en Seúl en memoria de los soldados turcos que lucharon en Corea.
La participación de Turquía fue un tema controvertido en Turquía en ese momento y sigue siéndolo hoy. Mientras que enviar tropas a Corea le ganó a Turquía el respeto de Occidente, también fue el comienzo de enfrentamientos más abiertos con el Bloque del Este. El Primer Ministro Adnan Menderes fue criticado por enviar tropas sin consultar primero al parlamento. Aunque el desempeño de Turquía es considerado por muchos ciudadanos como uno de los episodios más nobles de la historia reciente del país, algunos también creen que enviar a los soldados del país a morir por los intereses de las "potencias imperialistas" fue una de las decisiones de política exterior más equivocadas jamás tomadas por la República Turca.
Sin embargo, la entrada de Turquía en la guerra como parte del comando de la ONU tuvo un gran impacto en ganar un lugar en la OTAN. La participación de Turquía también sentó las bases para las relaciones diplomáticas y comerciales bilaterales con Corea del Sur.

### Reino Unido
Aproximadamente 100 000 tropas británicas lucharon en la Guerra de Corea. Su participación significativa fue la Batalla del Río Imjin contra soldados chinos. 600 soldados del ejército británico combatieron contra una fuerza de 30 000 soldados chinos que cruzaban el río Imjin en Corea en 1951. Al final de la batalla, 10 000 soldados chinos habían caído. El Reino Unido solo sufrió unas 59 bajas. Esta batalla fue un punto de inflexión en la guerra, ya que detuvo el avance chino. El Monumento de la Batalla del Valle de Gloucester es un memorial para los soldados británicos asesinados en Solma-Ri, Corea del Sur. 1078 soldados británicos murieron luchando en la Guerra de Corea.

### Estados Unidos

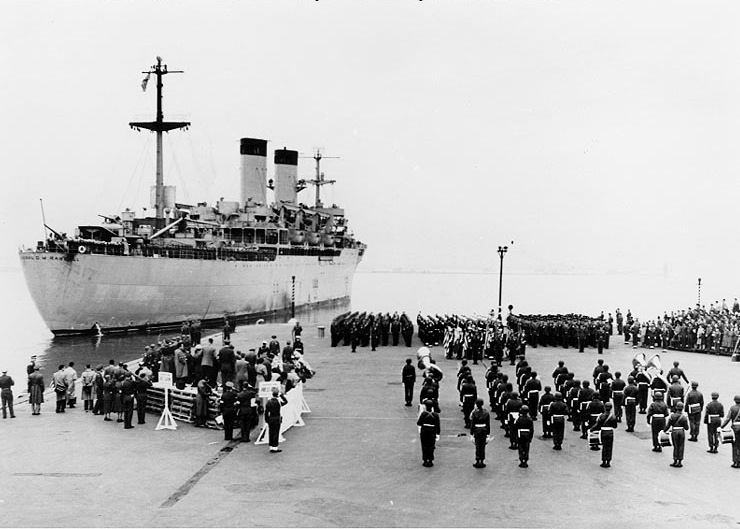
Los primeros muertos de guerra estadounidenses fueron traídos a casa a bordo del USNS Randall, mostrado aquí partiendo de Yokohama el 11 de marzo de 1951.

El Departamento de Defensa estimó que Estados Unidos gastó US$15 billion (equivalente a $171B en 2024) en la Guerra de Corea. El presupuesto de defensa estadounidense casi se cuadruplicó durante este período, y los altos niveles de gastos se mantuvieron incluso después de 1953.
El presidente Truman declaró un estado de emergencia nacional al comienzo de la guerra en diciembre de 1950, durante el cual las penas bajo numerosos estatutos federales se escalaron automáticamente. Aunque la emergencia ha disminuido hace mucho tiempo, los tribunales federales han continuado aplicando esas penas en el siglo XXI por actos que ocurrieron mientras la emergencia estaba en su apogeo.
Los esfuerzos de integración racial en el ejército de Estados Unidos comenzaron durante la Guerra de Corea, donde los afroamericanos lucharon en unidades integradas por primera vez. El presidente Truman firmó la Orden Ejecutiva 9981 el 26 de julio de 1948, llamando a las fuerzas armadas a proporcionar un tratamiento y oportunidades iguales para los militares negros. El grado en que se cumplieron las órdenes de Truman de 1948 varió entre las diferentes ramas del ejército, con unidades segregadas aún en despliegue al inicio de la guerra, y eventualmente integrándose hacia el final de la guerra. La última unidad operativa segregada grande fue el 24.º Regimiento de Infantería de Estados Unidos que fue desactivado el 1 de octubre de 1951.
Los soldados y personal militar cristianos estadounidenses proselytizaron a los coreanos durante y después de la guerra.
Ha habido cierta confusión sobre el número previamente reportado de 54 589 muertes en la Guerra de Corea. En 1993, este número fue dividido por el Departamento de Defensa en 33 686 muertes en combate, 2830 muertes no relacionadas con el combate y 17 730 muertes de personal del Departamento de Defensa fuera del teatro coreano. También hubo 8142 personal de Estados Unidos listado como desaparecido en acción (MIA) durante la guerra. Las bajas de Estados Unidos en la guerra son menores que en la Guerra de Vietnam, pero ocurrieron en tres años en comparación con 15 años (1960 a 1975) en Vietnam. Sin embargo, los avances en los servicios médicos, como el Hospital Quirúrgico Móvil del Ejército y el uso de transporte rápido de heridos hacia ellos, como con helicópteros, llevaron a una tasa de mortalidad más baja para las fuerzas de la ONU que en guerras anteriores.
Por el servicio durante la Guerra de Corea, el ejército de Estados Unidos emitió la Medalla de Servicio en Corea. Sin embargo, muchos veteranos de la Guerra de Corea que aún viven afirman que su país tiende a descuidar el recuerdo de esta guerra. Con exhibiciones más abiertas para la Segunda Guerra Mundial, la Guerra de Vietnam, la Guerra del Golfo, la Guerra en Afganistán y la Guerra de Irak, la Guerra de Corea ha sido apodada por algunos como la "Guerra Olvidada" o la "Guerra Desconocida". Como remedio parcial, el Monumento a los Veteranos de la Guerra de Corea fue construido en Washington D. C., y dedicado a los veteranos de la guerra el 27 de julio de 1995.
Estados Unidos aún mantiene una fuerte presencia militar en Corea, como parte del esfuerzo para mantener el Acuerdo de Armisticio de Corea entre Corea del Sur y Corea del Norte.